# Любимець
Люби́мець (болг. Любимец) — місто в Хасковській області Болгарії. Адміністративний центр общини Любимець.

## Населення
За даними перепису населення 2011 року у місті проживали 7654 особи.
Національний склад населення міста:
| Національність   | Кількість осіб | Відсоток |
| ---------------- | -------------- | -------- |
| болгари          | 6096           | 81,5%    |
| цигани           | 1322           | 17,7%    |
| турки            | 24             | 0,3%     |
| інша             | 18             | 0,2%     |
| не визначились   | 21             | 0,3%     |
| Всього відповіли | 7481           |          |

Розподіл населення за віком у 2011 році:
Динаміка населення: